# Egemone di Taso
Egemone di Taso (in greco: Ἡγήμων ὁ Θάσιος, Eghèmon o Tàsios) (Taso, dopo il 450 a.C. – dopo il 401 a.C.?) è stato un poeta epico greco antico che operò nella seconda metà del V secolo a.C..

## Biografia
Di Egemone (soprannominato Lenticchia) non conosciamo praticamente nulla, tranne che ebbe il suo floruit durante la Guerra del Peloponneso. È ricordato da Aristotele come primo autore di parodie: riusciva, infatti, a mutare il sublime in ridicolo modificando leggermente le parole dei componimenti famosi. 

## Opere
Una delle sue opere, la Gigantomachia, dovette quindi essere una parodia dell'epos tradizionale, anche se essa trova già un precedente nella Batracomiomachia. Si dice che la notizia della disfatta della spedizione in Sicilia avesse raggiunto gli ateniesi proprio nel momento in cui essi stavano assistendo alla Gigantomachia e che, invece di lasciarsi andare al dolore per la sconfitta, avessero continuato ad assistere alla rappresentazione, trovata evidentemente molto divertente.

Fu anche autore di una commedia chiamata Philinne, scritta alla maniera di Eupoli e Cratino, nella quale attaccava una nota cortigiana. 